# Митропольский, Борис Сергеевич
Борис Сергеевич Митропольский (15 (28) мая 1905, Санкт-Петербург, Российская империя — 6 сентября 1973, Новосибирск, РСФСР) — советский геолог. Открыл более 30 новых минеральных залежей и написал свыше 100 научных работ, из которых более 40 опубликованы в виде отдельных книг и статей в научных изданиях. Кандидат геолого-минералогических наук, старший научный сотрудник. Заведующий сектором геологии и геохимии Алтайской комплексной экспедиции.
Митропольский являлся одним из лучших в СССР знатоков месторождений цветных и редких металлов Алтая, которым было посвящено большое число его работ, в том числе опубликованная в 1931 году большая монография (462 стр.) «Полиметаллические месторождения Алтая и Салаира» в которой он впервые суммировал все данные о рудных месторождениях Алтая. Эта работа до настоящего времени является настольной книгой всех алтайских геологов. В дальнейшем разрабатывал вопросы геохимии сверхредких металлов Алтая. За заслуги в области мобилизации сырьевых ресурсов во время Великой Отечественной войны был награждён грамотой Верховного Совета Каз. ССР и медалью за доблестный труд.
Научно-производственную деятельность начал в 1923 году в Минералогическом музее АН СССР. Позднее работал в научных организациях, геологических управлениях, трестах «Союзредметразведка» в должностях старшего научного сотрудника и старшего инженера. С начала войны в 1941 году работал в Казахской Академии наук: заведующий отделом, заведующий сектором, директор геологического музея; заведующий минералогической лабораторией.

## Семейная история
Предком Б. С. Митропольского является Герхард Фридрих Миллер, основатель Академии Наук России и Санкт-Петербургского государственного университета, первым ректором которого был, и гимназии. Герхард Фридрих Миллер был также 10 лет участником экспедиции Витуса Беринга, создал первую правильную карту Восточных берегов России с Беринговым проливом и частью побережья Америки, основал первый архив старых документов в Москве и написал первую историю Сибири.
Прадед Митропольского — Фердинанд Миллер был астроном и основателем Пулковской Обсерватории, где работал с 1848 по 1865 год как заместитель директора. Дед — Фердинанд Фердинандович Миллер (11.11.1837 — 10.11.1900), тоже астроном, который в течение трёхлетней экспедиции под руководством А. Чекановского сделал карту части Сибири между Енисеем, Оленеком а Леной от Иркутска по Ледовитый океан и написал книги о их пути. Ф. Ф. Миллер имел трёх дочерей и здесь прерывается фамилия Миллер. Его внуки Борис и Александр Сергеевич Митропольский (1909—1982) оба известные геологи, члены АК Наук, посвятили свою жизнь нахождению минеральных богатств в Западной и Восточной Сибири на Алтае и в Казахстане. Его жена Ида и дочери Хильда и Мария погибли при блокаде Ленинграда.

## Биография

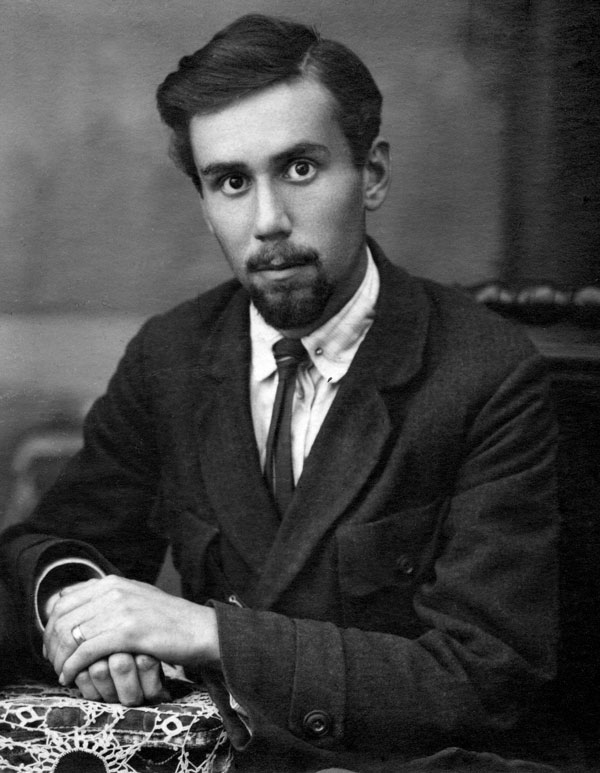
Б. С. Митропольский 12 октября 1926 года

Дочь Ф. Ф. Миллерa Эльза Александра Фердинандовна выходит замуж за ихтиолога Митропольского Сергея Александровича, который в экспедициях проф. Н. М. Книповича изучал Каспийское, Аральское и Чёрное моря. Эльза Ф. М. окончила Бестужевские курсы, владела 7 языками.
Родился 15/28.5.1905 г. в Санкт-Петербурге. Во время когда С. А. Митропольский был в гражданскую войну комиссаром на ЮЗ фронте, в Санкт-Петербурге был голод и она с сыновьями едет по Волге за ним в Астрахань, где работал, но там были белые и их поворачивают обратно. Так оказываются в деревне Гутово, позже в Новосибирске и остаются в Сибири.
В деревне Гутово в 1919—1920 гг. чередовались красные и белые полки. Когда там стояли белые, Борис с 13-15 летними мальчишками украли у пьяных белых целый воз оружия и спрятали его в лесу. На то пришли красные, завели их в лес, были восхищены количеством оружия и боеприпасов и всех ребят провозгласили комсомольцами а Бориса в 1921 году берут в члены РКП(б) и назначают секретарем комсомола Гутовской области. В 1922 г. переводят в г. Бийск, где назначается Райинструктором Комсомола, так началась его короткая политическая карьера.
«В 1923 г. по заданию КИПСа вели работу по сбору этнографического материала на Алтае»* «По всей Сибири у Академии Наук было много добровольных помощников из числа краеведов, так называемых корреспондентов, которые по её заданию собирали коллекции и вели наблюдения. Например сотрудник Бийского музея Б. С. Митропольский по поручению метеоритного отдела АН СССР в 1923 г. занимался сбором осколков Деминского метеорита».** по выполнению работы вызывают в Петроград, где работает в Минералогическом музее АН до сентября 1924 г. Здесь окончил курсы для подготовления в ВУЗ, но в октябре начался туберкулез лёгких и должен был вернуться в Бийск. Там же механически выбыл из партии. Причиной был отказ от работы в органах милиции из-за желания работать по геологии.
С сентября по декабрь 1924 года заведывал Бийским окружным музеем. За это время завершил несколько поездок по Алтаю, занимался преимущественно спелеологией а в окрестностях Бийска изучал четвертичные отложения. Организовал Бийское общество изучения местного края.
В декабре 1927 г. получил приглашение в редакцию «Сибирской Советской Энциклопедии» в Новосибирске, где работал в качестве секретаря, затем технического редактора до октября 1930 г. В это время опубликовал в «ССЭ» ряд статей и заметок по вопросам геологии и минералогии. Одновременно вел работу в обществе изучения Сибири и её производительных сил в секции «Недра». Совершает поездку на Алтай для осмотра старинных заявок на полиметаллические месторождения. С Октября 1930 г. по февраль 1933 г. работал в Краевом Архивном Управлении в Новосибирске в качестве научного сотрудника по разработке горных архивов.
С января 1931 г. работал в Бюро Краеведения, с апреля 1932 г. Президиумом Крайисполкома назначен членом Зап. Сиб. Краевого Бюро Краеведения и председателем геологической секции. В то же время работает заведующим зап. Сиб. НИИ Краеведения. Проводит работу по популяризации геологических знаний и организации массовой геолого-поисковой работы в крае. За все время деятельности в Новосибирске активно участвовал в работе Секции научных работников Краевого музея, ОПТЭ и выполнял задания краевых гос. и хоз. организаций.
1 февраля 1933 г. был арестован НОГПУ, освобожден лишь 22 августа с запрещением проживания в других республиках СССР сроком на 3 года. Перед этим был вызван к процессу обвинения выбранных геологов и врачей как свидетель, что они подрывают советскую власть а он на суде сказал что знает их как наилучших специалистов, которые служат для пользы народа. Заключили в смертную камеру, но через 7 месяцев освободили, возможно, что помогла и его мать Эльза Ф. М., которая была коммунисткой и служила зав. архивом в краевом комитете партии. Теперь появилось извещение в Интернете, что из за отсутствия вины был в 1959 г. реабилитирован, но семья это извещения не получила и он сам умер, не узнав этого.
С 10 октября 1933 г. работал научным сотрудником Зап. Сиб. Геолл треста а с 15. 1. 1934 научным сотрудником Зап. Сиб. отделения Союзцветметразведки. С 1941 г. послан в Академию Наук Казахстана в г. Алма-Ата.
В Алма-Ата во время войны Борис Сергеевич экстерно оканчивает Институт геологических наук а 8. 6. 1946 г. успешно защищает диссертацию на соискание ученой степени кандидата геолого-минералогических наук на тему «Гранитные пегматиты Казахстана».
Знал лично и переписывался с академиком А. Е. Ферсманом, который высоко оценивал его работу, давал советы и просил посылать ему свои публикации (личное письмо Ферсмана от 27. 5. 1941- семейный архив).
В 1948 г. А. Н. Казахстана переводит коллектив своих научных работников в г. Усть-Каменогорск для организации здесь Филиала А. Н. Каз. ССР. Комплексная экспедиция позже была преобразована в Горно-металлургический институт. Митропольский назначен зав. отделом геологии, его жена Лидия Борисовна Пашина — зав. отделом энтомологии а с сентября 1952 года когда отдел был снова переведен в Алма-Ата стала зав. кафедрой в должности доцента в Усть-Каменогорском Педагогическом Институте.
В это время Б. С. Митропольский открывает Семипалатинскую металлогеническую зону. Представлен на Ленинскую премию, но из Москвы получен отказ из-за его заключения в 1933 году, как и раньше при представлении на Сталинскую премию. Премию получили коллективно директор института и несколько коммунистов. Обижен, уходит из института и от семьи, с новой женой и новым сыном переезжает в Новосибирск где не находит работу в Академи, работает в Сельэнергопроекте в качестве главного инженера проекта. Разрабатывал карты грунтов, нашёл в этом деле творческого соратника геолога В. Г. Зникина.
После 60 лет уходит на пенсию и подрабатывает преподаванием в геологоразведочном техникуме, руководил полевой практикой, дипломными работами. Приезжали к нему за консультациями известные специалисты например Виталий Ларичев, Виктор Малыгин. В доме было постоянно множество студентов, многие жили неделями и месяцами, Борис Сергеевич в огромной кастрюле варил сам для всей компании. Студенты здесь готовились к экзаменам, писали дипломные работы устраивали репетиции их защиты. Когда Б. С. уставал, говорил «Бобик сдох. Если Лёнька Брежнев придёт, попросите подождать!» и шёл спать. В это время написал учебник по геологии полезных ископаемых, собрал материалы, подготовил макет направил всё в Министерство высшего и среднего образования. Через год получил ответ, что учебник другого автора уже в работе, поэтому от его услуг отказываются. Когда учебник вышел, оказалось, что написан по его плану и макету. Переживал.
Скоропостижно скончался после операции кишечного тракта от остановки сердца 6 сентября 1973 года, Новосибирск.

## Потомки
Б. С. Митропольский имел 6 детей:
- Нина Б. Митропольская-Дождикова, педагог, Новосибирск, Сергей Б. Митропольский (1928—2001), авиамеханик, Новосибирск — с женой Юлией Васильевной Помеловой.
- Галина Б. Пашина-Гудская канд наук. чл. АН в Праге, Ольга Борисовна Пашина, метеоролог, канд. наук, член ГО АН в Санкт-Петербурге и Дмитрий Б. Митропольский, электромонтер — с женой Лидией Сергеевной Пашиной, энтомолог, канд. наук, доцент.
- Петр Борисович Митропольский, геолог на Чукотке, в настоящее время генерал налоговой службы — женой Валентиной Петровной Дмитриевой, геолог.

Б. С. Митропольский имеет 8 внуков и несколько правнуков.

### Печатные работы
1. Демино-Бийский метеорит. Журнал «Мироведение», Ленинград 1924, июль.
2. Драгоценные и цветные камни. Сибирская Сов. Энциклопедия", Москва 1929, Т.1, стр.853-855.
3. Горная промышленность Сибири. «Сиб. Сов. Энциклопедия», Москва 1929, Т.1, стр.684-690.
4. К вопросу об использовании сибирского мрамора. Журнал «Жизнь Сибири», Новосибирск 1930, № 7-8, стр. 77-82.
5. Сурьма и мышьяк в Алтайских полиметаллических месторождениях. Журнал «Жизнь Сибири», Новосибирск 1930, № 11-12, стр.127-130.
6. Колыванская шлифовальная фабрика. «Сиб. Сов. Энциклопедия», Москва 1930, Т.2, стр.848-849. С 2 цвет. табл. и 1 рисунок.
7. Минеральные богатства Западной Сибири. Новосибирск 1931, 88 страниц.
8. Полиметаллические месторождения Алтая-Салаира. Новосибирск 1931, 462 страницы.
9. Алтайский асбест. Журнал «Жизнь Сибири», Новосибирск 1931, № 1(98), стр.35-48.
10. Коренное месторождение киновари в Западно-Сибирском крае. Журнал «Жизнь Сибири», Новосибирск 1931, № 1(98), стр. 49-51. То же исправленное № 5-6.
11. Полезные ископаемые Западной Сибири. Сборник «Западно-Сибирский край». Новосибирск.1932, стр.170-188.
12. На поиски строительных материалов.
  1. На поиски строительных материалов. Как организовать поиски. Обследование месторождений. Сбор образцов. Боксит. Известняк. Мрамор. Мергель. Доломит. Кровельные сланцы. Строительные камни. Песчаники и кварциты. Пески. Гипс. Трепел. Новосибирск 1932, стр.3-24. Запсиботделение, Библиотека туриста.
  2. На поиски цветных металлов. Как организовать поиски. Обследование месторождений. Сбор образцов. Где и как найти месторождения цветных металлов-Кварц, барит, кальцит, медь, свинец и серебро, медный колчедан-халькопирит, медный блеск-халькозин, Красная медная руда-куприт, Медная лазурь-азурит, свинцовый блеск-галенит, Белая свинцовая руда-церуссит, цинковая обманка-сфалерит, галмей. Где найти месторождения золота. Промывка россыпи. «В поход за сырьём для Урало-Кузбасса» Новосибирск, Запсиботделение 1932, стр.1-12.
13. Плавиковый шпат. Сборник «Полезные ископаемые Западно-Сибирского края», Т.2, стр.203-210. Новосибирск 1934.
14. Полевой шпат. Сборник «Полезные ископаемые Западно-Сибирского края», Т.2, стр.211-219. Новосибирск 1934.
15. Сера. Сборник «полезные ископаемые Западно-Сибирского края». Новосибирск 1934, Т.2, стр. 235—238.
16. Мрамор. Сборник «Полезные ископаемые Западно-Сибирского края». Новосибирск 1934, Т. 2, стр.299-313.
17. О распределении кобальта в Западной Сибири. «Вестник Зап.-Сиб. Геол. треста», Томск 1935, № 4, стр.22-23.
18. Кварцево-шеелитовые месторождения Западной Сибири. Журнал «Редкие металлы», Москва 1935, № 6, стр, 13-17.
19. Алтае-Салаирская рудная зона. Журнал «Вестник Зап. Сиб. Геол. треста», Томск 1936, (совместно с В. А. Кузнецовым).
20. Алтае-Салаирская рудная зона. Журнал «Редкие металлы», Москва № 4, стр. 34-36.(совместно с В. А. Кузнецовым).
21. Проблема ртути Кузнецкого Алатау. Журнал «Вестник Зап. Сиб. Геол. треста», Томск 1936, № 5, стр. 50-56.
22. Ртуть в Кузнецком Алатау. Журнал «Редкие металлы», Москва 1937, № 1, стр.26-30.
23. К вопросу о постановке полевых работ на олово в Алтае-Саянской горной системе. Журнал «Вестник Зап.-Сиб. Геол. треста», Новосибирск 1937, № 3, стр. 44-49.
24. Редкометальное орудинение Горной Шории. «Вестник Зап.-Смб. Геол. треста», Новосибирск, 1937, № 3, стр.31-39.
25. Некоторые новые данные по стратиграфии мезопалеозоя Западного Саяна. Вестник Западно-Сибирского Геологического треста, Новосибирск, 1937, в.5., стр.
26. О находке каменного метеорита «Большая Корта»
  1. О находке каменного метеорита «Большая Корта» Доклады Академии Наук СССР, 1940. Том 28, № 2. стр. 119—120.
  2. The «Bolshaya Korta» Stone meteorite. Comptes Rendus de l‘ Akademie des Sciences de l’ URSS 1940. Volume 28, № 2. стр.119-120.
27. Генетические типы молибденовых месторождений Алтае-Саянской системы и задачи их изучения. «Вестник Зап. Сиб. геол управления», Новосибирск 1938, № 3.
28. Минералы редких элементов в Алтае-Саянской горной системе и результаты их изучения. «Труды Всесоюзного минералогического совещания», Москва 1938.
29. Слюды Красноярского края. Сборник «Полезные ископаемые Красноярского края», Новосибирск 1938, стр.551-560.
30. Полевые шпаты и керамические пегматиты Красноярского края. Новосибирск 1938, стр. 570—576.
31. Доломиты Красноярского края. Сборник "Полезные ископаемые Красноярского края. Новосибирск,1938, стр.534-547.
32. Мраморы Красноярского края. Сборник «Полезные ископаемые Красноярского края». Новосибирск 1938, стр.590-596.
33. Пегматиты Казахстана. «Вестник Казахского филиала Академии наук СССР», № 1. Алма-Ата 1945.
34. Каменный метеорит «Большая Корта». « Доклады Акад. наук. СССР», Москва 1939.
35. Тантал и ниобий в Казахстане. «Известия Каз. филиала Акад. наук СССР», Алма-Ата 1946, стр.4-5.
36. К вопросу об использовании турмалинов Казахстана. «Вестник Каз. филиала Акад. наук СССР», Алма-Ата 1946.
37. К геохимии некоторых элементов пегматитов Казахстана. Алма-Ата 1946. Принято к печати в « Изв. Каз. Акад. наук».
38. Геохимические эпохи и провинции гранитных пегматитов Казахстана. Алма-Ата 1946. Принято в печать в « Известия Каз. Акад. наук».
39. Основные особенности распределения месторождений цветных металлов в Каз. ССР. Принято к печати в 21 томе «Геологии СССР».
40. О генезисе полиметаллических месторождений Алтая. Алма-Ата 1956 г. Принято к печати в «Изв. Акад. наук Каз. ССР.»

Кроме перечисленных опубликован ряд популярных статей в различных изданиях. Например — Календарь «Товарищь», «Как живут и умирают камни», Новосибирск Июнь 1929, стр. 31-33. В следующем номере статья «О происхождении пещер и их обитателях, сталактитах и сталагмитах».

### Работы не опубликованные до 1958 года
1. Материалы по спелеологии бассейнов рек Песчаной, Ануя и верховьев Чарыша. Рукопись в Бийском музее. Бийск 1926. 1 авт. лист.
2. Материалы для геологии окрестностей Бийска. Рукопись в Бийском музее. 1928 г. 1 автор. лист.
3. Некоторые полезные ископаемые северных районов Западно-Сибирского края. Томск 1933, 10 стр. Рукопись в Зап. Сиб. Геол. Управлении.
4. Месторождения цветных металлов Алтая. Томск 1934, 2 авт. листа. Рукопись в Зап. Сиб. Геол. Управлении.
5. Месторождения железных и марганцевых руд, известняков, огнеупорных глин и кварцитов в прилегающих к Гурьевскому заводу районе. Томск 1934. 0,5 авт. листа. Рукопись в Зап. Сиб. Геол. Управл.
6. О распространении ртути в Салаирском кряже. Томск 1934, 0.5 авт. листа. Рукопись в Зап. Сиб. Геол. Управ.
7. Краткое описание скарнов восточной части Кузнецкого Алатау. Томск 1935, 1.25 авт. листа. Рукопись в Зап. Сиб. Геол. Управ.
8. Никель в Западной Сибири. Томск 1935, 0,5 авт. листа. Рукопись в Зап. Сиб. Геол. Управ.
9. Олово в Западной Сибири. Томск 1935, 0.1 авт. листа. Рукопись в Зап. Сиб. Геол. Управ.
10. Кобальтовые месторождения Западной Сибири. Томск 1935, 3 авт. листа. Рукопись в Зап. Сиб. Геол. Управ.
11. Редкие металлы Хакасии. Томск 1935, 1,1 авт. листа. Рукопись в тресте зап. Сиб. Цветметразведка.
12. Минерально-сырьевые ресурсы западной Сибири для лакокрасочной промышленности. Томск 1935, 5 авт. листов. Рукопись в Зап. Сиб. Геол. Управ.
13. Месторождения ванадия в Западной Сибири. Томск 1935, 0,15 авт. листа. Рукопись в тресте Зап. Сиб. Цветметразведка.
14. Месторождения теллура в Западной Сибири. Томск 1935, 0.2 авт. листа. Рукопись в тресте Зап. Сиб. Цветметразведка.
15. Месторождения берилла в Западной Сибири. Томск 1935, 0,25 авт. листа. Рукопись в тресте Зап. Сиб. Цветметразведка.
16. Редкие металлы Западной и Средней Сибири. Томск 1935, 2,25 авт. листа. Рукопись в Зап. Сиб. Цветметразведка.
17. Внелутовые месторождения Западной Сибири. Томск 1935, 0,75. авт. листа. Рукопись в Зап. Сиб. Цветметразведка.
18. Геохимический очерк Салаирской области. Томск 1935, 2,5 авт. листа. Рукопись в Зап. Сиб. Цветметразведка.
19. Материалы для библиографии редких элементов. Томск 1936, вып.1, 260 стр. Рукопись в Зап. Сиб. Цветметразведка.
20. Тектоно-геохимический очерк Горной Шории. Томск 1936, 8 авт. листов. Рукопись в Зап. Сиб. Цветметразведка.
21. К вопросу о развитии поисково-разведочных работ в Алтае-Саянской горной области. Томск 1936, 1,5 авт. листа. Рукопись в Зап. Сиб. Цветметразведка.
22. Тектоно-геохимический очерк Хакасии. Томск 1937, 3 авт. листа. Рукопись в Зап. Сиб. Цветметразведка.
23. Ищите редкие металлы. Томск 1937, 0.5 авт. листа. Рукопись в Зап. Сиб. Цветметразведка.
24. Олово в Западной Сибири. Томск 1937, 0,1 авт. листа. Рукопись в Зап. Сиб. Цветметразведка.
25. Новые месторождения редких металлов в Западной Сибири. Томск 1937, 0,25 авторских листа. Рукопись в Зап. Сиб. Цветметразведка.
26. Материалы для библиографии редких элементов. Томск 1936, вып.2, 18 авт. листов. Рукопись в Зап. Сиб. Цветметразведка.
27. Графит Красноярского края. Томск 1938, 0,1 авт. листа. Рукопись в Зап. Сиб. Цветметразведка.
28. Нефелин в Красноярском крае. Томск 1938, 0,5 авт. листа. Рукопись в Зап. Сиб. Цветметразведка.
29. Миаролитовые пегматиты Заилийского Алатау. Алма-Ата 1941, 0,5 авторского листа. Рукопись в Институте Геологических наук Академии наук Каз. ССР.
30. Медные и полиметаллические месторождения Центрального и Северного Казахстана. Часть 2. Месторождения Карагандинского бассейна. Алма-Ата 1942, 3,5 авт листа. Рукопись в Инст. Геол. наук Акад. Каз. ССР.
31. Тантал и ниобий в Казахстане и задачи их поисков. Алма-Ата 1943, 0,5 авт. листа. Рукопись в Инст. Геол. наук Акад. Каз. ССР.
32. Медные и полиметаллические месторождения Центрального и Северного Казахстана. Часть 1. Месторождения Акмолинской области. Алма-Ата 1943, 3,75 авт. листа. Рукопись в Инст. Геол, наук Акад. Каз. ССР.
33. Полевые шпаты и их заменители в Казахской ССР. Алма-Ата 1944, 2,1 авт. листа. Рукопись в Инст. Геол. наук Акад. Каз. ССР.
34. Литиевые минералы в Казахстане. Алма-Ата 1944, 0,3 авт. листа. Рукопись в Инст. Геол. наук Акад. Каз. ССР.
35. О месторождениях фосфоритов в Казахской ССР. Алма-Ата 1944, 0,1 авт. листа. Рукопись в Инст. Геол. наук Акад. Каз. ССР.
36. Слюды Казахской ССР. Алма-Ата 1944, 2,25 авт. листа. Рукопись в Инст. Геол. наук Акад. Каз. ССР.
37. О месторождениях гипса в районах тяготеющих к Турксибу. Алма-Ата 1944, 0,4 авт. листа. Рукопись в Инст. геол. наук Акад. Каз. ССР.
38. Гранитные пегматиты Казахской ССР. Кандидатская диссертация. Алма-Ата, 1945, 18,4 авт листа. Рукопись в Инст. геол. наук Акад. каз. ССР.
39. О ресурсах золота в Риддер-Сокольном рудном поле и о возможностях его отдельной от цветных металлов эксплуатации, (совместно с М. П. Русаковым). Лениногорск 1946, 3 авт. листа. Рукопись в Инст. Геол. наук. Акад. наук Каз. ССР.
40. Золоторудная база, практика и перспективы золотодобычи в Зыряновско-Бухтарминском районе Алтая, (Совместно с М. П. Русаковым). Зыряновск 1946. Рукопись в Инст. Геол. наук Акад. Наук Каз. ССР.
41. Сырьевые ресурсы полиметаллических месторождений Алтая по состоянию на 1.1.1946 г. и дальнейшие перспективы их расширения. Алма-Ата 1947, 3 авт. листа. Рукопись в Инст. Геол. наук Акад. наук Каз. ССР.
42. Амазонит в Казахстане. Алма-Ата 1948, 0,5 авт. листа. Рукопись в Инст. Геол. наук Акад. Каз. ССР.
43. Геологическое прошлое Алтая. Усть-Каменогорск 1950, 1 авт. лист.
44. Малые и рассеянные элементы Алтая. Часть 1. Калбинский …….Усть- Каменогорск 1949, 5 авт. листов Об изоморфном составе пиритовАлтайских полиметаллических месторождений. Усть-Каменогорск 1950, 1 авт. лист.
45. Минералогия и геохимия Зыряновского полиметаллического месторождения. Усть-Каменогорск 1953, 20 авт. листов.
46. Об изолированном составе пиритов Алтайских полиметаллических месторождений. Усть-Каменогорск 1950, 1 авт. лист.
47. Галлий в минералах, рудах и горных породах Западного Алтая. Усть-Каменогорск 1954, 2 авт. листа.
48. Германий в минералах, рудах и горных породах Западного Алтая. Усть-Каменогорск 1954, 0.5 авт. листа. Никель и кобальт в минералах, рудах и горных породах Западного Алтая. Усть-Каменогорск 1954, 2 авт. листа.
49. Ванадий в минералах, рудах и горных породах Западного Алтая. Усть-Каменогорск 1954. 0.25 авт. листа. 12.91.1958 г. Собственноручная подпись: Митропольский.